# 2015 en football
Cet article présente les faits marquants de l'année 2015 en football.

## Chronologie mensuelle

### Janvier
- 2 janvier
  - Steven Gerrard, le capitaine mythique de Liverpool, annonce qu'il quittera le club à l'issue de la saison après dix-sept saisons au plus haut niveau dans son club de toujours. Il est annoncé le lendemain qu'il rejoindra la MLS.
- 9 janvier
  - Ouverture de la Coupe d'Asie des nations de football.
- 12 janvier
  - Le Portugais Cristiano Ronaldo remporte son 3e Ballon d'or avec 37,66 % des votes devant l'Argentin Lionel Messi 2e avec 15,76 % et l'Allemand Manuel Neuer 3e avec 15,72 % de voix.
- 17 janvier 
  - Ouverture de la Coupe d'Afrique des nations.
- 31 janvier
  - L'Australie remporte à domicile la Coupe d'Asie après sa victoire en prolongation 2 buts à 1 face à la Corée du sud. C'est le premier titre des australiens dans cette compétition seulement 9 ans après avoir quitte la Confédération d'Océanie pour rejoindre la Confédération asiatique.

### Février
- 8 février,
  - La Côte d'Ivoire remporte pour la deuxième fois de son histoire la Coupe d'Afrique des nations face au Ghana sur le score de 9-8 aux tirs au but.
- 23 février
  - Le RC Strasbourg bat le record d'affluence du championnat de National, troisième division française, avec 25 096 spectateurs au stade de la Meinau.

### Mars
- 1er mars
  - Chelsea Football Club remporte sa 5e Capital One Cup en battant en finale 2 à 0 son adversaire de Tottenham Hotspur.

### Avril
- 11 avril
  - Le PSG remporte sa 5e Coupe de la Ligue et conserve son titre acquis la saison passée en battant en finale le Sporting Club de Bastia sur le score de 4 à 0.
- 21 avril
  - Le FC Barcelone et le Bayern Munich se qualifient pour les demi-finales de la Ligue des champions en éliminant respectivement le Paris Saint-Germain et le FC Porto.
- 22 avril
  - La Juventus et le Real Madrid se qualifient pour les demi-finales de la Ligue des champions en éliminant respectivement l'AS Monaco et l'Atlético Madrid.
- 26 avril
  - Le Bayern Munich est sacré champion d'Allemagne pour la 25e fois. C'est le troisième titre consécutif pour les Bavarois.

### Mai
- 2 mai
  - La Juventus remporte le championnat d'Italie pour la quatrième fois consécutive.
- 3 mai
  - Chelsea Football Club remporte le 5e titre de champion d'Angleterre de son histoire.
- 12 mai
  - Le FC Barcelone se qualifie pour la finale de la Ligue des champions en éliminant le Bayern Munich. Malgré une victoire allemande 3 à 2, cela ne suffit pas à effacer la score du match aller (3 à 0 pour les Catalans).
- 13 mai
  - La Juventus de Turin se qualifie pour la finale de la Ligue des champions en éliminant le Real Madrid 1 but à 1 (2 à 1 au match aller).
- 14 mai
  - Les allemandes du FFC Francfort remportent la Ligue des champions féminine (2-1) face au filles du PSG. C'est le 4e titre européen pour FFC Francfort, un record pour le football féminin en Europe.
- 16 mai
  - Grâce à sa victoire 2 à 1 sur la pelouse de Montpellier, le Paris Saint-Germain est sacré champion de France pour la 3e fois consécutive. Le club de la capitale décroche le cinquième titre de champion de son histoire.
  - Le Wydad Athletic Club est sacré champion du Maroc pour la 18e fois de son histoire.
- 17 mai
  - Le FC Barcelone est sacré champion d'Espagne pour la 23e fois.
  - Le Benfica Lisbonne décroche le 34e titre de Champion du Portugal de son histoire.
- 20 mai
  - La Juventus de Turin gagne la Coupe d'Italie 2 à 1 après prolongations face à la Lazio. La Juventus décroche le 10e titre dans cette coupe nationale.
- 21 mai
  - Xavi annonce qu'il quitte le FC Barcelone après 17 saisons en équipe première pour rejoindre le Qatar.
- 22 mai
  - Le Racing Club de Strasbourg bat le record d'affluence de troisième division française, avec 27 820 supporters au stade de la Meinau[1].
- 27 mai
  - Finale de la Ligue Europa à Varsovie entre le Dnipro Dnipropetrovsk et Séville FC remportée 3 à 2 par les Sévillans. Avec ce titre, le club andalous gagne son 2e titre consécutif et inscrit pour la quatrième fois son nom au palmarès de cette compétition.
  - Six hauts responsables de la FIFA sont arrêtés pour corruption à Zurich à l'avant-veille de l'ouverture du 65e congrès de la FIFA[2].
- 29 mai
  - Le Benfica Lisbonne gagne la Coupe de la Ligue portugaise 2 à 1 en battant en finale le CS Marítimo.
  - Joseph Blatter est réélu président de la FIFA pour un 5e mandat dans une ambiance délétère en raison du scandale des affaires de corruption au sein de la FIFA.
- 30 mai
  - Arsenal remporte la 134e édition de la coupe d'Angleterre en s'imposant à Wembley sur le score de 4-0 face à Aston Villa.
  - Le FC Barcelone remporte sa 27e Coupe d'Espagne en battant l'Athletic Bilbao en finale (3 à 1).
  - Le Paris Saint Germain remporte sa 9e Coupe de France en battant l'AJ Auxerre en finale sur le score de 1 à 0. Avec ce trophée, Paris réalise le triplé français (le titre de champion de France et les 2 coupes nationales) .
  - Ouverture de la Coupe du monde de football des moins de 20 ans.
- 31 mai
  - Le Sporting Clube de Portugal remporte sa 16e Coupe du Portugal en battant en finale le Sporting Clube de Braga (2-2, 3 tab 1).

### Juin
- 2 juin
  - Démission de Joseph Blatter, seulement 5 jours après sa réélection, comme corollaire du Fifagate, scandale qui ébranle l'institution dirigeante du football mondial depuis le 27 mai. Il continue toutefois à assurer ses fonctions de président de la FIFA jusqu'à l'élection d'un nouveau scrutin qui aura lieu entre décembre 2015 et mars 2016[3].
- 6 juin
  - Finale de la Ligue des champions à Berlin : le FC Barcelone bat la Juventus de Turin sur le score de 3 à 1. C'est le 4e titre européen gagné en 9 ans par le club catalan.
  - Ouverture de la Coupe du monde de football féminin.
- 7 juin
  - La France remporte le Tournoi de Toulon s'imposant en finale face au Maroc (3-1).
  - Le FC Sion remporte sa treizième Coupe de Suisse en autant de finales disputées en battant le FC Bâle 3-0.
- 11 juin
  - Ouverture de la Copa América.
- 14 juin
  - Décès de Zito, double champion du monde brésilien (1958-1962).
- 17 juin
  - Ouverture du Championnat d'Europe espoirs.
- 20 juin
  - La Serbie remporte la Coupe du monde de football des moins de 20 ans 2015 en Nouvelle-Zélande, en s'imposant 2-1 a.p. contre le Brésil.
- 29 juin
  - Décès de Josef Masopust, « meilleur joueur tchèque du XXe siècle », finaliste de la Coupe du monde 1962 et Ballon d'or la même année.
- 30 juin
  - La Suède remporte la finale du Championnat d'Europe espoirs 2015 contre le Portugal (0-0 a.p., 4 tab 3).

### Juillet
- 4 juillet
  - Le Chili remporte la  Copa América 2015 à domicile.
- 5 juillet
  - Les États-Unis remportent la Coupe du monde de football féminin 2015 au Canada.
- 7 juillet
  - Ouverture de la Gold Cup (CONCACAF).
- 16 juillet
  - Décès d'Alcides Ghiggia, auteur du but qui donna la victoire à l'Uruguay contre le Brésil, lors de la finale de la Coupe du monde 1950 au Stade Maracanã.
- 20 juillet 
  - Bureau exécutif extraordinaire FIFA.
- 25 juillet
  - Tirage au sort des éliminatoires de la Coupe du monde de football 2018 à Saint-Pétersbourg en Russie.
- 27 juillet
  - Le Mexique s'impose 3 à 1 face à l'équipe surprise du tournoi, la Jamaïque, et remporte la Gold Cup 2015 coorganisée par les États-Unis et le Canada.

### Août
- 1 août
  - Le Paris Saint-Germain remporte le Trophée des champions en battant l'Olympique lyonnais 2 buts à 0[4].
- 2 août
  - Arsenal remporte le Community Shield en battant Chelsea 1 but à 0[5].
- 5 août
  - River Plate remporte sa 3e Copa Libertadores en battant 3-0 l'équipe mexicaine de Tigres UANL lors de la finale-retour de la Copa Libertadores 2015 (0-0 au match-aller).
- 11 août
  - Le FC Barcelone remporte sa 5e Supercoupe de l'UEFA en battant Séville FC 5 à 4 à l'issue de la prolongation.
- 18 août 
  - L'Athletic Bilbao remporte la Supercoupe d'Espagne face au FC Barcelone 1-1 (4-0 au match-aller).
- 3 août
  - Arsenal remporte le Community Shield en battant Chelsea 1 but à 0[6].

### Octobre
- 8 octobre
  - Joseph Blatter et Michel Platini, présidents de la FIFA et l'UEFA respectivement, sont suspendus 90 jours par la Commission d'éthique de la FIFA. Le Camerounais Issa Hayatou, patron du football africain, est désigné président par intérim de la FIFA[7].
- 17 octobre
  - Ouverture de la Coupe du monde de football des moins de 17 ans.

### Novembre
- 1er novembre
  - Boca Juniors remporte son 31e championnat d'Argentine de football en battant Tigre 1-0.
- 8 novembre
  - Le Nigéria remporte la finale de la Coupe du monde de football des moins de 17 ans 2015 en battant le Mali 2-0 et s'adjuge son cinquième titre dans cette compétition.

### Décembre
- 3 décembre
  - La police suisse arrête à Zurich les présidents de la CONMEBOL (Juan Ángel Napout) et la CONCACAF (Alfredo Hawit) à la demande de la justice américaine qui réclame leur extradition vers les États-Unis pour corruption.
- 10 décembre
  - Ouverture de la Coupe du monde des clubs de la FIFA.

- 19 décembre
  - Anthony Martial, attaquant français de Manchester United est élu Golden Boy 2015 par le quotidien sportif italien Tuttosport[8].

- 20 décembre
  - Le FC Barcelone remporte la finale de la Coupe du monde des clubs de la FIFA 2015 3 à 0 face à River Plate[9].
  - En championnat d'Espagne, lors de la 16e journée, le Real Madrid bat le Rayo Vallecano sur le score de 10 buts à 2[10].

## Principaux champions nationaux 2014-2015
- Afghanistan : Spin Ghar Bazan FC
- Afrique du Sud : Kaizer Chiefs FC
- Albanie : KF Skënderbeu Korçë
- Allemagne : Bayern Munich
- Algérie : ES Sétif
- Andorre : FC Santa Coloma
- Angleterre : Chelsea FC
- Angola : Clube Recreativo Desportivo Libolo
- Anguilla : Kicks United
- Antigua-et-Barbuda : Parham FC
- Arabie saoudite : Al-Nassr FC
- Argentine : Boca Juniors
- Arménie : FC Pyunik
- Aruba : SV Racing Club Aruba
- Australie : Melbourne Victory FC
- Autriche : Red Bull Salzbourg
- Azerbaïdjan : Qarabağ FK
- Bahamas : Western Warriors FC
- Bahreïn : Al-Muharraq Club
- Bangladesh : Sheikh Jamal Dhanmondi Club
- Barbade : Barbados Defence Force Sports Program
- Belgique : KAA La Gantoise
- Bénin : Championnat abandonné
- Bermudes : Somerset Cricket Club Trojans
- Bhoutan : FC Tertons
- Biélorussie : FK BATE Borisov
- Birmanie : Yangon United FC
- Bosnie-Herzégovine : FK Sarajevo
- Botswana : Mochudi Centre Chiefs
- Bresil : SC Corinthians
- Brunei : MS ABDB
- Bulgarie : PFK Ludogorets Razgrad
- Burkina Faso : Racing Club de Bobo
- Burundi : Vital’O FC
- Cambodge : Phnom Penh Crown
- Cameroun : Coton Sport FC de Garoua
- Cap-Vert : CS Mindelense
- Chine : Guangzhou FC
- Chypre : APOEL Nicosie
- Comores : Volcan Club de Moroni
- Congo : Championnat abandonné
- Corée du Nord : April 25 SC
- 'Corée du Sud : Jeonbuk Hyundai Motors FC
- Croatie : Dinamo Zagreb
- Danemark: FC Midtjylland
- Écosse : Celtic Football Club
- Espagne : FC Barcelone
- Estonie : FC Flora Tallinn
- États-Unis : Timbers de Portland
- Finlande : SJK Seinäjoki
- France : Paris Saint-Germain
- Géorgie : FC Dila Gori
- Gibraltar : Lincoln Red Imps FC
- Grèce : Olympiakos
- Hongrie : MOL Fehérvár FC
- Iles Caïmans : Scholars International SC
- Iles Cook : Tupapa Maraerenga FC
- Iles Féroé : B36 Tórshavn
- - Inde : ATK Mohun Bagan FC (I-League)
  - Indian Super League : Chennaiyin FC
- Irlande : Dundalk FC
- Irlande du Nord : Crusaders FC
- Islande : FH Hafnarfjörður
- Israël : Maccabi Tel-Aviv FC
- Italie : Juventus de Turin
- Kazakhstan : FK Astana
- Lettonie : FK Liepāja
- Lituanie : FK Žalgiris Vilnius
- Luxembourg : CS Fola Esch
- Macédoine : FK Vardar Skopje
- Malte : Hibernians FC
- Maroc : Wydad Casablanca
- Moldavie : FC Milsami Orhei
- Monténégro : FK Rudar Pljevlja
- Norvège : Rosenborg BK
- Pays de Galles : The New Saints FC
- Pays-Bas : PSV Eindhoven
- Pologne : Lech Poznań
- Portugal : Benfica Lisbonne
- Qatar : Lekhwiya Sports Club
- République centrafricaine Championnat non disputé
- RD Congo : AS Vita Club
- Roumanie : FC FCSB
- Russie : Zénith Saint-Pétersbourg
- Saint-Marin : SS Folgore Falciano
- République tchèque : FC Viktoria Plzeň
- Sénégal : AS Douanes
- Serbie : FK Partizan Belgrade
- Slovaquie : FK AS Trenčín
- Slovénie : NK Maribor
- Suède : IFK Norrköping
- Suisse : FC Bâle
- Tunisie : Club Africain de Tunis
- Turquie : Galatasaray
- Ukraine : Dynamo Kiev

## Principaux décès
- Josef Masopust, footballeur tchécoslovaque.
- Dominique Dropsy, footballeur français.
- Jean-Luc Sassus, footballeur français.
- Zito, footballeur brésilien.
- Udo Lattek, entraîneur allemand.
- Alcides Ghiggia, footballeur uruguayen.
- Junior Malanda, footballeur belge.